# برايان ماسترز
برايان ماسترز (بالإنجليزية: Brian Masters)‏ هو صحفي بريطاني، ولد في 1939.